# Tréville
Tréville é uma comuna francesa na região administrativa de Occitânia, no departamento de Aude. Estende-se por uma área de 5,33 km². Em 2010 a comuna tinha 111 habitantes (densidade: 20,8 hab./km²).